# Kai Hahto
Kai Hahto, född 31 december 1973 i Vasa i Finland , spelade trummor i det finska death metal-bandet Wintersun mellan åren 2003-2017. Kai har sedan den 6 Augusti 2014 varit vikarie i det finska symfonisk metal bandet  Nightwish då deras trummis Jukka Nevalainen har pausat på grund av sömnlöshet och besvären det medföljer. Den 15 juli 2019 blev Kai fullmedlem i bandet då Jukka valde att lämna bandet.